# قوة احتمال (نبات)

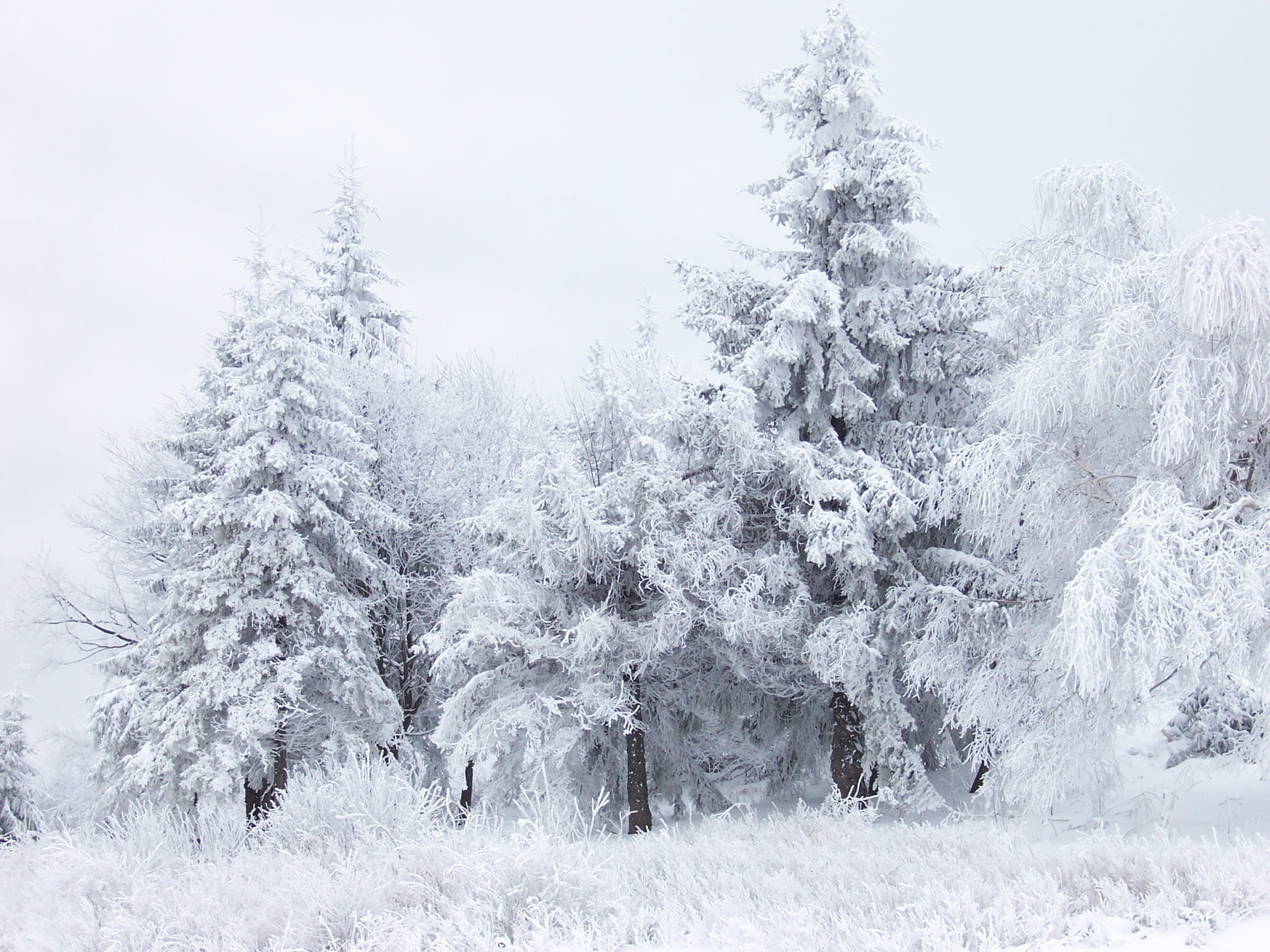

قوة تحمّل أو جلادة النباتات هي قدرتها على تحملها للظروف المعاكسة لنموها، وعادةً ما يقتصر ذلك على الظروف المناخية الشديدة. بذا فإن قدرة النبات على تحمّل البرد والحرارة أو القحط أو الفيضانات أو الرياح تعتبر قياسات لدرجة التحمّل. تعرّف درجة تحمّل النبات حسب الموقع الجغرافي لمداها الأصلي: خط الطول، درجة العرض والارتفاع. وعادةّ ما تبسّط هذه السمات في ما يعرف بمنطقة التحمل. في مناطق المناخ المعتدل، يصف المصطلح غالباً القدرة على مقاومة البرد أو «الصلابة الباردة»، ويقاس عموماً بأقل درجة حرارة يمكن أن يتحملها النبات. تقسم درجة تحمل النباتات عادةً إلى تصنيفين: الليونة والصلابة. (تستخدم بعض المصادر أيضاً مصطلحات «نصف الليونة» و«الصلابة الكاملة»). النباتات الطرية هي تلك التي تقتلها درجات الحرارة المتجمدة، في حين أن النباتات الصلبة هي التي تنجو من التجمد، على الأقل في درجات حرارة معينة، حسب طبيعة النبات نفسه. تختلف النباتات بشكلٍ كبير في تحمّلها لظروف النمو، وهي قادرة على التكيّف مع التغيّرات المناخية بمفردها إلى حدٍ ما. قدرة النباتات على تحمل مناخات معينة جزء مهم في مجالات الزراعة والبستنة. يشكّل التحكم بالتصلب بسبب التجمد جزءاً مهماً من عمل المشاتل الزراعية لإعداد النباتات لتحمل الظروف المحتملة لاحقاً.